# Underkastelsens sötma
Underkastelsens sötma är en roman från 1999 av den belgiska författarinnan Amélie Nothomb. Dess franska ursprungstitel är Stupeur et tremblements som betyder "hänförelse och bävan". Den handlar om en ung belgisk kvinna som börjar arbeta för ett företag i Japan, vilket leder till krockar i synen på ansvar och hierarki. Boken gavs ut på svenska 2003 i översättning av Gabriella Ekbom.
Boken fick Grand Prix du roman de l'Académie française. År 2003 kom en filmatisering i regi av Alain Corneau med den svenska titeln Min japanska vän.